# Kaja Widegren
Karin (Kaja) Widegren-Malmquist, född 11 juli 1873 i Västerås, död 1 september 1960 i Stockholm, var en svensk målare, tecknare, grafiker, etsare och pjäsförfattare.
Hon var dotter till kontraktsprosten och docenten Gunnar Widegren och Sara Svartling och gift 1901–1906 med Gustaf Malmquist och 1920–1925 med författaren Tage Aurell samt mor till Sandro Malmquist. 
Hon studerade konst för Georg von Rosen vid Konstakademien i Stockholm 1897–1901 och deltog sporadiskt i akademiens etsningsskola. Runt sekelskiftet studerade hon i Rom som följdes av studier i Paris 1919–1921 och under studieresor till Tyskland 1920–1925 och Italien 1950–1951. Under 1920-talet undervisade hon i krokiteckning vid sin ateljé i Stockholm. 
Tillsammans med Gösta af Geijerstam ställde hon ut på Gummesons konsthall 1916 och hon medverkade i Föreningen Svenska Konstnärinnors utställningar på Konstakademien, Skånska konstmuseum och Liljevalchs konsthall och hon var representerad flera gånger i Sveriges allmänna konstförening utställningar runt om i Sverige samt Baltiska utställningen i Malmö. Bland hennes offentliga arbeten märks en dekorativ målning med bibliskt motiv på Radiumhemmet i Stockholm. 
Hennes konst består av stilleben, porträtt och landskapsbilder utförda i olja, gouache eller pastell. Som specialitet målade hon bonader som närmast var en pastisch på dalmåleriet. Bland hennes porträtt märks personer som Erik Axel Karlfeldt, Ellen Key, Bengt Lindfors, Anna Wittlock och Wilhelm Stenhammar. 
Hon utgav 1939 Poesiklubben, ett skådespel i två akter och 1943 spelades hennes pjäs Pecks Äventyr på Kungliga Dramatens stora scen.